# アンドレウ・ニン
アンドレス・ニン・ペレス (スペイン語：Andrés Nin Pérez, カタルーニャ語：Andreu Nin i Pérez; 1892年2月4日 - 1937年6月20日）は、スペインの共産主義者、革命家。スペイン共産党(PCE)の創設者の一人であるが、コミンテルン・ソ連に忠実なPCEに代わる共産主義党派マルクス主義統一労働党（POUM）を結成した。そのため、1937年、ニンとPOUM指導部メンバーは、フランシスコ・フランコの国家主義者に協力したというでっちあげの容疑で親ソのスペイン第二共和国(モスクワ志向の人民戦線政府)によって逮捕され、ソビエトNKVDエージェントによって拷問で殺害された。

## 青年期
タラゴナ県のアル・バンドレイにて、貧しい家庭に生まれた。彼の父は靴職人、母は農民であった。ニンは第一次世界大戦の少し前にバルセロナに移った。彼は一時世俗主義的無政府主義者の学校で教師をしたが、すぐにジャーナリスト、そして活動家となった。1917年、彼はスペイン社会労働党（PSOE）に参加した。
ニンはスペイン人労働運動のリーダーとなり、スペイン共産党（PCE）の創設者の一人となった。その結果、彼はソビエト連邦でコミンテルンとプロフィンテルンのために働き、一時期レフ・トロツキーのスタッフを務めた。ロシアで彼は、ソ連共産党内で地位を高めるヨシフ・スターリン一派に対抗した左翼反対派に加入した。
スペインに戻ったニンは、国際左翼反対派（ILO）の支部でレーニン主義者と自己規定するグループスペイン共産主義左翼（ICE）が結成されるのを手助けした。しかしながら、ICEは小さなグループでほとんど孤立していた。この時期のニンには、トロツキーとの間で多くの意見の不一致があった。スペイン社会主義青年に加入して勢力を拡大することをトロツキーがICEの指導者に助言したとき、ニンは労農ブロック（BOC）と合同することを主張した。BOCは共産主義運動が起源のグループだが、右翼反対派のように見えた。

## POUM結成後
結局、ニンはこの件でトロツキーやILOとの関係を絶ち、ニンの主張通りに合同は進められた。1935年、彼はBOCの指導者ホアキン・マウリンとともに、コミンテルンに忠実なPCEに代わる共産主義党派、マルクス主義統一労働党（POUM）を結成した。
スペイン内戦の初期の段階で、共和国政府によってカタルーニャ地域の地方政府ジャナラリターが復活されると、ニンはリュイス・クンパンチを首長として権力移譲されたジャナラリターに司法評議員として参加した。スペイン共産党が共和国政府で権力を掌握するに従って、彼らは元共産党員やモスクワに従わない人々を政府から排除しようとした。1936年12月16日、ニンは政府を離脱し、論議を呼んだ在職にけりをつけた。

## スターリン派による逮捕と拷問殺害
バルセロナで起きた5月事件（バルセロナ・メーデー）に続き、1937年6月16日、共産党がさらに力を持った人民戦線政府は、POUMを非合法と宣言した。
そのため、アレクサンダー・オルロフの命令によりニンなどPOUMメンバーの大部分が逮捕され、マドリード近くのアルカラ・デ・エナレスの収容所に送られたが、彼らは何者かによって拉致されバラバラ死体として発見された。ニン自身はスペインに潜入していたNKVDによって拷問を受け殺害された。他方では「コマンダンテ・コントレラス」ことヴィットリオ・ヴィダリやヨシフ・グリグレヴィチが関わり、人民戦線の共和国政府の秘密警察によって6月20日に殺害されたと主張する者もいる。
ある説では国際旅団の共産党系ドイツ人メンバーがナチスの「解放」と偽ってニンを殺害したと示唆するが、他説ではニンは処刑のためにソ連に移されたとも言われる。結局ニンの最期は関係者によって秘匿され、フアン・ネグリンの新政府に対して「ネグリン政府よ、ニンはどこだ？（スペイン語：Gobierno Negrín: ¿dónde está Nin?）」と問い詰めるPOUMの秘密キャンペーンも引き起こされた。
それに答えて共産党もプロパガンダを始め、「サラマンカか、ベルリンに（スペイン語：En Salamanca o en Berlín）」という、ニンをファシストと決め付けるネガティブ・キャンペーンが行われた（サラマンカはフランコの反乱軍が支配する都市であり、ベルリンはナチス・ドイツの首都とそれぞれファシスト勢力の支配する地域を指す）。
ニンはNKVDの監督下で数日間拷問を受けた。 当時スペイン共産党員で人民戦線政府の教育大臣だったヘスス・エルナンデス・トマスは後にこう書いている。 
ニンは屈せず、気を失うまで抵抗した。 彼の尋問官たちは焦り始めていた。 彼らは乾式法を放棄することに決めた。 その後、彼の血が流れ、皮膚が剥がされ、筋肉が引き裂かれ、肉体的な苦痛が人間の忍耐の限界に達した。 ニンは最も洗練された拷問の残酷な痛みに抵抗した。 数日で彼の顔は形のない肉の塊になった.
彼は最終的に 1937年6月20 日に処刑された。 